# Gaiasia
Gaiasia is een geslacht van uitgestorven viervoeters (Tetrapodamorpha). Dit dier leefde tijdens het Vroeg-Perm in zuidelijk Afrika. De typesoort is Gaiasia jennyae.
Gaiasia was een uitzonderlijke stamvorm binnen de viervoeters gezien de combinatie van een relatief groot formaat, zijn zuidelijke voorkomen en late overleven. 

## Fossiele vondst
Fossielen van Gaiasia zijn gevonden in de Gai-As-formatie in Namibië. De vondsten zijn gedaan in het oudste deel van de formatie, die dateert uit het Kungurien met een ouderdom van circa 280 miljoen jaar. Gaiasia werd in 2024 beschreven en de geslachtsnaam verwijst naar de vindplaats. Er zijn vier fossielen gevonden, waaronder een incompleet skelet met schedel en gedeeltelijke wervelkolom. 

## Kenmerken
De schedel van Gaiasia is ongeveer 60 cm lang. De schedel is breed en plat met lange, gebogen keelbotten, een stevige nek en massieve in elkaar sluitende kaken. De snuit was waarschijnlijk kort en breed. Op het gehemelte en in de onderkaken bevonden zich grote tanden. 
Het lichaam was lang en flexibel en vermoedelijk had Gaiasia een grote watersalamanderachtige staart. De totale lengte wordt geschat op 2,5 tot 4 meter. De poten zijn niet bewaard gebleven, maar mogelijk had Gaiasia wel kleine poten.

## Leefwijze
Gaiasia was een aquatisch roofdier die zich ophield op de bodem van ondiepe draslanden en  vermoedelijk vanuit een hinderlaag joeg om schaaldieren, vissen en kleine viervoeters. Het dier had een stevige beet en prooien werden daarnaast naar binnen gezogen. 

## Verwantschap
Gaiasia is een stamvorm van de Tetrapoda. Het dier is nauw verwant aan de Colosteidae, aquatische dieren met een lang lichaam en korte poten uit Euramerika.
De splitsing tussen de ontwikkelingslijnen van Gaiasia en de Colosteidae vond circa 330 miljoen jaar geleden plaats, dat uitwisseling van fauna suggereert tussen Euramerika en zuidelijk Gondwana voor het einde van de Dwyka-ijstijd. Dit wijst er op dat er gebieden met een milder klimaat moeten zijn geweest en weerspreekt de gedachte dat zuidelijk Gondwana onbewoonbaar was in deze periode door uitgebreide gletsjers.
De meeste stamvormen van de Tetrapoda inclusief de Colosteidae stierven uit tijdens de zogenoemde Carboon-regenwoudcollaps, een uitstervingsgolf die ongeveer 305 miljoen jaar geleden plaatsvond door de fragmentatie van de uitgestrekte steenkoolbossen van Euramerika als gevolg van klimaatsverandering. Gaiasia was één van de weinige overlevende stamvormen in het Perm naast de kroongroep, die de amfibieën en Amniota omvat. Andere overlevende stamvormen waren kleiner dan Gaiasia en leefden in de tropen van Euramerika.